# Sarnonico
Sarnonico (Nones: Sarnoneć, deutsch veraltet: Sarnunich) ist eine italienische Gemeinde (comune) mit 790 Einwohnern (Stand am 31. Dezember 2023) in der Provinz Trient, Region Trentino-Südtirol. Sie gehört zur Talgemeinschaft Comunità della Val di Non.

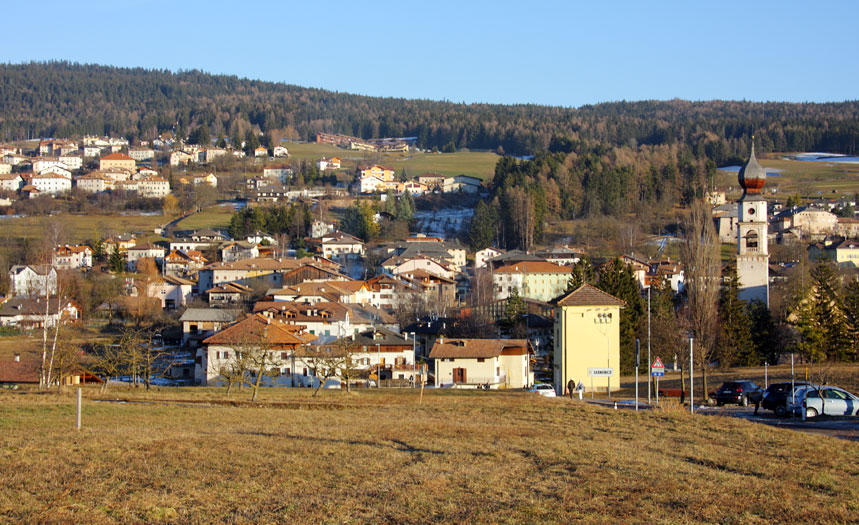
Sarnonico

## Geographie
Sarnonico liegt etwa 38,5 Kilometer nördlich von Trient im oberen Nonstal auf 963 m s.l.m. und grenzt unmittelbar an Südtirol.

## Verkehr
Hier mündet die von Dermulo kommende Strada Statale 43 dir della Val di Non in die Strada Statale 42 del Tonale e della Mendola.

## Sehenswürdigkeiten
- Kirche San Lorenzo in Sarnonico
- Kirche Santa Maria in Sarnonico
- Castel Morenberg in Sarroninco
- Palazzo Morenberg, heute Rathaus
- Kirche San Giorgio in Seio